# Komenda Rejonu Uzupełnień Katowice

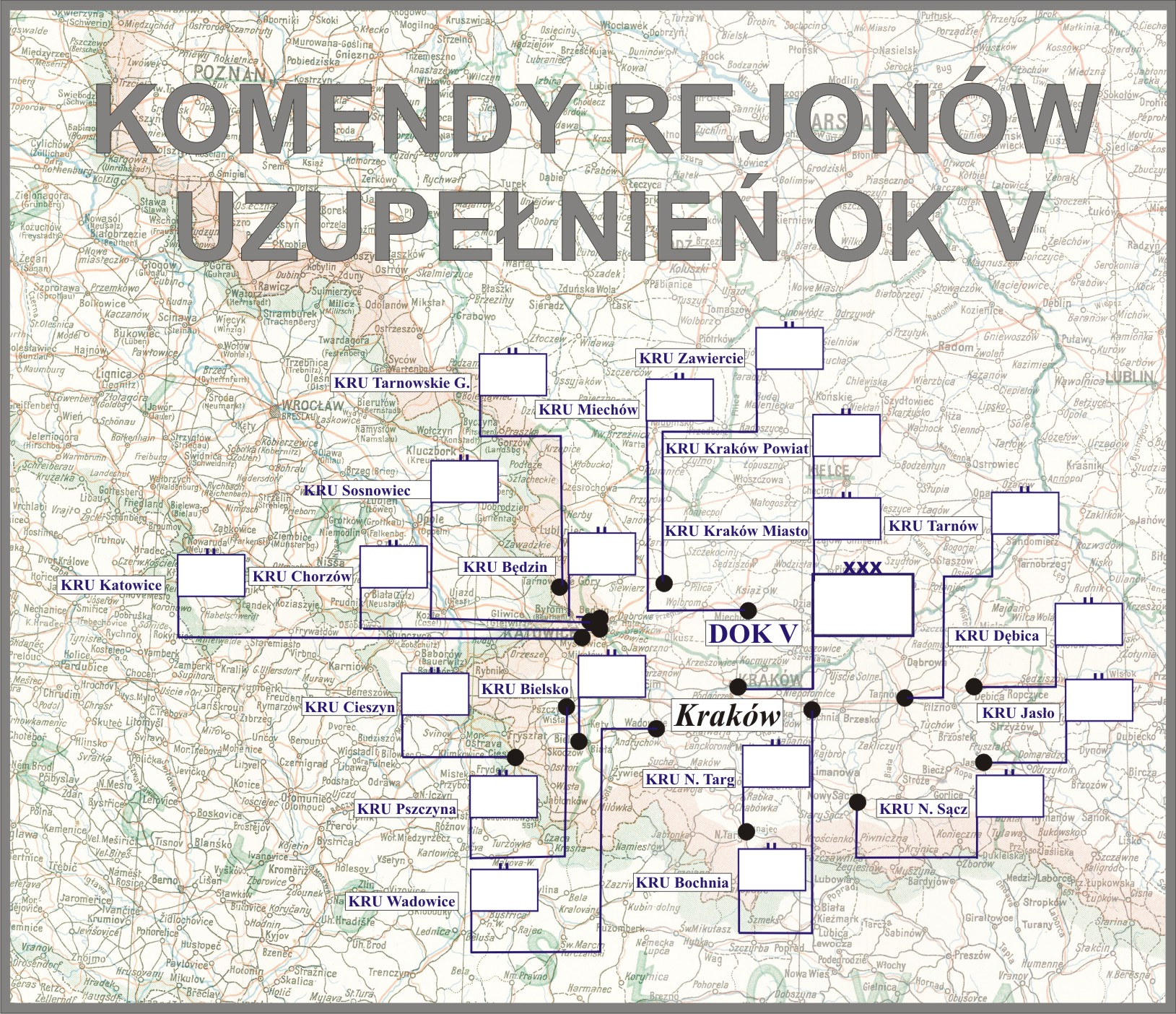
Komendy rejonów uzupełnień OK V

Komenda Rejonu Uzupełnień Katowice (KRU Katowice) – organ wojskowy właściwy w sprawach uzupełnień Sił Zbrojnych II Rzeczypospolitej i administracji rezerw w powierzonym mu rejonie.

## Historia komendy
26 marca 1924 roku został ogłoszony rozkaz O. I. Szt. Gen. 2124/Org. ministra spraw wojskowych w sprawie podziału terytorialnego Górnego Śląska na wojskowe okręgi poborowe. Rozkaz powoływał do życia Powiatową Komendę Uzupełnień Katowice. Okręg poborowy obejmował miasto Katowice i powiat katowicki. 12 kwietnia 1924 roku w Dzienniku Personalnym MSWojsk. została ogłoszona obsada personalna komendy.
18 listopada 1924 roku weszła w życie ustawa z dnia 23 maja 1924 roku o powszechnym obowiązku służby wojskowej, a 15 kwietnia 1925 roku rozporządzenie wykonawcze ministra spraw wojskowych do tejże ustawy, wydane 21 marca tego roku wspólnie z ministrami: spraw wewnętrznych, zagranicznych, sprawiedliwości, skarbu, kolei, wyznań religijnych i oświecenia publicznego, rolnictwa i dóbr państwowych oraz przemysłu i handlu. Wydanie obu aktów prawnych wiązało się z przejęciem przez władze cywilne (administracji I instancji) większości zadań związanych z przygotowaniem i przeprowadzeniem poboru. Przekazanie większości zadań władzom cywilnym umożliwiło organom służby poborowej zajęcie się wyłącznie racjonalnym rozdziałem rekruta oraz ewidencją i administracją rezerw. Do tych zadań dostosowana została organizacja wewnętrzna powiatowych komend uzupełnień i ich składy osobowe. Poszczególne komendy różniły się między sobą składem osobowym w zależności od wielkości administrowanego terenu.
Zadania i nowa organizacja PKU określone zostały w wydanej 27 maja 1925 roku instrukcji organizacyjnej służby poborowej na stopie pokojowej. W skład PKU Katowice wchodziły trzy referaty: I) referat administracji rezerw, II) referat poborowy i referat inwalidzki. Nowa organizacja i obsada służby poborowej na stopie pokojowej według stanów osobowych L. O. I. Szt. Gen. 3477/Org. 25 została ogłoszona 4 lutego 1926 roku. Z tą chwilą zniesione zostały stanowiska oficerów ewidencyjnych.
12 marca 1926 roku została ogłoszona obsada personalna Przysposobienia Wojskowego, zatwierdzona rozkazem Dep. I L. 6000/26 przez pełniącego obowiązki szefa Sztabu Generalnego gen. dyw. Edmunda Kesslera, w imieniu ministra spraw wojskowych. Zgodnie z nową organizacją pokojową Przysposobienia Wojskowego zostały zlikwidowane stanowiska oficerów instrukcyjnych przy PKU, a w ich miejsce utworzone rozkazem Oddz. I Szt. Gen. L. 7600/Org. 25 stanowiska oficerów przysposobienia wojskowego w pułkach piechoty.
Od 1926 roku, obok ustawy o powszechnym obowiązku służby wojskowej i rozporządzeń wykonawczych do niej, działalność PKU Katowice normowała „Tymczasowa instrukcja służbowa dla PKU”, wprowadzona do użytku rozkazem MSWojsk. Dep. Piech. L. 100/26 Pob.
W marcu 1930 roku PKU Katowice nadal podlegała Dowództwu Okręgu Korpusu Nr V i administrowała miastem Katowice oraz powiatem katowickim. W grudniu tego roku PKU Katowice posiadała skład osobowy typu I.
19 marca 1932 roku ogłoszono nadanie Krzyża Niepodległości st. ogn. Feliksowi Łapuszkowi z PKU Katowice.
1 lipca 1938 roku weszła w życie nowa organizacja służby uzupełnień, zgodnie z którą dotychczasowa PKU Katowice została przemianowana na Komendę Rejonu Uzupełnień Katowice przy czym nazwa ta zaczęła obowiązywać 1 września 1938 roku, z chwilą wejścia w życie ustawy z dnia 9 kwietnia 1938 roku o powszechnym obowiązku wojskowym. Obok wspomnianej ustawy i rozporządzeń wykonawczych do niej, działalność KRU Katowice normowały przepisy służbowe MSWojsk. D.D.O. L. 500/Org. Tjn. Organizacja służby uzupełnień na stopie pokojowej z 13 czerwca 1938 roku. Zgodnie z tymi przepisami komenda rejonu uzupełnień była organem wykonawczym służby uzupełnień.
Komendant rejonu uzupełnień w sprawach dotyczących uzupełnień Sił Zbrojnych i administracji rezerw podlegał bezpośrednio dowódcy Okręgu Korpusu Nr V, który był okręgowym organem kierowniczym służby uzupełnień. Rejon uzupełnień nie uległ zmianie i nadal obejmował miasto Katowice i powiat katowicki.
KRU Katowice była jednostką mobilizującą. Pod względem mobilizacji materiałowej była przydzielona do 73 pp w Katowicach. Zgodnie z planem mobilizacyjnym „W” komendant rejonu uzupełnień był odpowiedzialny za przygotowanie i przeprowadzenie mobilizacji:
- baonu piechoty typ spec. nr 56,
- kompanii kolarzy typ spec. nr 52,
- kompanii kolarzy typ spec. nr 53.

Wymienione pododdziały miały być zmobilizowane w alarmie, w grupie jednostek oznaczonych kolorem żółtym. Zawiązkiem baonu piechoty typ spec. nr 56 był batalion ON „Katowice” z całą kadrą zawodową oficerów i podoficerów.
Po ogłoszeniu mobilizacji KRU Katowice funkcjonowała na podstawie etatu pokojowego i nadal podlegała dowódcy OK V. Pod względem ewidencji i uzupełnień miała być przydzielona do Ośrodka Zapasowego 6 DP, a jej zaopatrywanie należało do dowódcy Armii „Kraków”.

## Obsada personalna
Poniżej przedstawiono wykaz oficerów zajmujących stanowisko komendanta Powiatowej Komendy Uzupełnień i komendanta rejonu uzupełnień oraz wykaz osób funkcyjnych (oficerów i urzędników wojskowych) pełniących służbę w PKU Katowice i KRU Katowice, z uwzględnieniem najważniejszych zmian organizacyjnych przeprowadzonych w latach 1926 i 1938.
| Komendanci                                    | Komendanci               | Komendanci                            |
| --------------------------------------------- | ------------------------ | ------------------------------------- |
| Stopień, imię i nazwisko                      | okres pełnienia funkcji  | kolejne stanowisko (dalsze losy)      |
| płk kanc. Bronisław January Zaniewski         | IV 1924 – II 1925        | komendant PKU Kalisz                  |
| ppłk piech. Bolesław Józef Wincenty Zubrzycki | IV 1925 – 31 XII 1928    | przeniesiony w stan spoczynku         |
| ppłk piech. Witold Zasztowt                   | III 1929 – XI 1932       | komendant PKU Suwałki                 |
| mjr piech. Konrad Żelazny                     | 14 XI 1932 – 31 XII 1938 | stan spoczynku                        |
| mjr piech. Henryk Wincenty Jancarz            | był w III 1939           | internowany w obozie Eger na Węgrzech |

| Obsada pozostałych stanowisk funkcyjnych PKU w latach 1924–1925 | Obsada pozostałych stanowisk funkcyjnych PKU w latach 1924–1925 | Obsada pozostałych stanowisk funkcyjnych PKU w latach 1924–1925 | Obsada pozostałych stanowisk funkcyjnych PKU w latach 1924–1925 |
| --------------------------------------------------------------- | --------------------------------------------------------------- | --------------------------------------------------------------- | --------------------------------------------------------------- |
| I referent                                                      | mjr piech. Bolesław Józef Wincenty Zubrzycki                    | IV 1924 – IV 1925                                               | komendant PKU                                                   |
| I referent                                                      | kpt. piech. Kazimierz Wilhelm Malewski                          | IV – VIII 1925                                                  | I referent PKU Nisko                                            |
| I referent                                                      | kpt. kanc. Edmund Stobierski                                    | VIII 1925 – II 1926                                             | kierownik I referatu                                            |
| II referent                                                     | kpt. piech. Kazimierz Wilhelm Malewski                          | IV 1924 – IV 1925                                               | I referent                                                      |
| II referent                                                     | kpt. kanc. Edmund Stobierski                                    | IV – VIII 1925                                                  | I referent                                                      |
| II referent                                                     | por. piech. Marian Rodzaj                                       | VIII 1925 – II 1926                                             | referent                                                        |
| oficer instrukcyjny                                             | por. / kpt. piech. Tadeusz Smołucha                             | XI 1924 – VI 1925                                               | referent PW 23 DP                                               |
| oficer ewidencyjny na miasto Katowice                           | por. piech. Marian Rodzaj                                       | 1 VIII 1924 – VIII 1925                                         | II referent                                                     |
| oficer ewidencyjny na powiat katowicki                          | por. piech. Edmund Falkowski                                    | od V 1925                                                       |                                                                 |
| Obsada pozostałych stanowisk funkcyjnych PKU w latach 1926–1938 |                                                                 |                                                                 |                                                                 |
| kierownik I referatu administracji rezerw                       | kpt. kanc. Edmund Stobierski                                    | od II 1926                                                      |                                                                 |
| kierownik I referatu administracji rezerw                       | kpt. kanc. Stanisław Gargas                                     | do 1 X 1932                                                     |                                                                 |
| kierownik I referatu administracji rezerw                       | kpt. piech. Adolf Pasterczyk                                    | 1932 – po 5 VI 1935                                             | kierownik II referatu KRU Jasło                                 |
| kierownik II referatu poborowego                                | por. piech. Edmund Falkowski                                    | od II 1926                                                      |                                                                 |
| kierownik II referatu poborowego                                | por. piech. Marian Rodzaj                                       | był w 1932 – 15 II 1939                                         | KRU Stryj                                                       |
| referent inwalidzki                                             | por. san. Bolesław Pedzikiewicz                                 | od II 1926                                                      |                                                                 |
| referent                                                        | por. piech. Marian Rodzaj                                       | od II 1926                                                      | kierownik II referatu                                           |
| Obsada pozostałych stanowisk funkcyjnych KRU w latach 1938–1939 |                                                                 |                                                                 |                                                                 |
| kierownik I referatu ewidencji                                  | kpt. adm. (piech.) Tadeusz Kazimierz Ludwik Gawenda             | był w III 1939                                                  |                                                                 |
| kierownik II referatu uzupełnień                                | kpt. piech. Bronisław Stefan Orłowski                           | był w III 1939                                                  | †29 IX 1939 Koszary                                             |